# Hans Kleppen
Hans Kleppen (ur. 16 marca 1907 w Bø, zm. 12 kwietnia 2009 tamże) – norweski skoczek narciarski, medalista mistrzostw świata, olimpijczyk.

## Kariera sportowa
Kleppen uprawiał skoki narciarskie i kombinację norweską, był zawodnikiem klubu IS Skarphedin z Bø. Pod koniec lat 20. reprezentował Norwegię na kilku dużych imprezach, m.in. na olimpiadzie w St. Moritz w 1928, gdzie w konkursie skoków zajął 36. miejsce (wygrał jego rodak Alf Andersen). Zwycięstwem innego Norwega zakończył się konkurs skoków na mistrzostwach świata w Zakopanem rok później, gdzie triumfował Sigmund Ruud, ale tym razem Kleppen także zmieścił się na podium – sięgnął po brązowy medal, ustępując jeszcze kolejnemu rodakowi, Kristianowi Johanssonowi. W 1934 Kleppen zdobył mistrzostwo Norwegii.
W marcu 2007 ukończył 100 lat, był wówczas uważany za  najstarszego żyjącego olimpijczyka norweskiego.